# Eboli (Kampanien)
Eboli ist eine Stadt mit 37.581 Einwohnern (Stand 31. Dezember 2023) in Kampanien (Italien), in der Provinz Salerno, auf der Südseite des Sele-Tals.
Eboli ist als landwirtschaftliches Zentrum bekannt, in erster Linie wegen seines Olivenöls und seiner Milchprodukte, insbesondere des Mozzarella di Bufala Campana.

## Geschichte

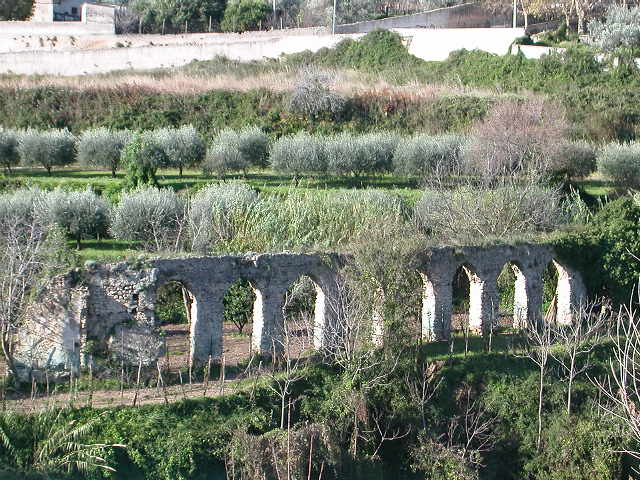
Reste einer römischen Wasserleitung bei Eboli

Erste Spuren der Besiedlungen reichen bis ins Neolithikum zurück. Archäologische Ausgrabungen haben ergeben, dass die Gegend um Eboli seit dem Kupfer- und Bronzezeitalter besiedelt war, und aus dem 5. Jahrhundert v. Chr. gibt es Hinweise auf Verbindungen zur Villanovakultur.
Das antike Eburum war eine lukanische Stadt, die nur von Plinius dem Älteren und in Inschriften erwähnt wird, und die nicht weit von der kampanischen Grenze lag. Diese verlief oberhalb der Via Popilia, wo sich heute eine Eisenbahnlinie befindet. Bis heute gibt es verstreut Überreste römischer Anlagen und Grenzmauern.
Im Jahre 410 n. Chr., mit dem Fall des Römischen Reichs, wurde die Stadt von den Truppen Alarichs zum ersten Mal zerstört.
Weitere Zerstörungen und Plünderungen erfolgten im 9. und 10. Jahrhundert durch Überfälle der Sarazenen.

## Sehenswürdigkeiten
- San Francesco, ehemaliges Franziskanerkloster aus dem 14. Jahrhundert. Die Sakristei der Kirche enthielt zwei Gemälde aus dem 14. Jahrhundert, von denen eines Roberto d'Oderisio (um 1335 – nach 1382) von Neapel schuf. Heute wir es im Diözesanmuseum von Salerno aufbewahrt.
- San Pietro alli Marmi, romanische dreischiffige Basilika aus dem 12. Jahrhundert
- Sanktuarium der Heiligen Kosmas und Damian. Die Kirche geht auf einen Bau aus dem 11. Jahrhundert zurück, wurde im Lauf der Geschichte mehrmals beschädigt, wieder aufgebaut und erweitert, grundlegend im Zeitalter des Barock. Der Innenraum ist reich mit Wandmalereien und Mosaiken ausgestattet und enthält eine Immaculata aus dem 17. Jahrhundert von Giovanni Bernardo Lama (1508–1576) und eine Grablegung eines sizilianischen Künstlers auf dem 18. Jahrhundert.
- Römische Ziegelei aus dem 2.–4. Jahrhundert vor Chr., im Garten des Sanktuariums der Heiligen Kosmas und Damian
- Römisches Aquädukt am Montedoro di Eboli, Bereich des antiken Eboli
- In der Stadt gibt es eine Reihe von repräsentativen Palästen vom 16. bis ins 19. Jahrhundert, die aber bei dem katastrophalen Erdbeben von Irpina schwer beschädigt worden sind.

## Söhne und Töchter der Stadt
- Pietro da Eboli († 1220), Kleriker, Dichter, Chronist und Arzt, Verfasser eines illustrierten Lehrgedichts über die Bäder von Pozzuoli und eines illustrierten Epos über die Eroberung des Königreichs Sizilien durch Kaiser  Heinrich VI.
- Matteo Ripa (1682–1746), Missionar in China, Orientalist und Maler
- Thomas Eboli (1911–1972), Mafioso und Oberhaupt der New Yorker Genovese-Familie
- Domenico Caso (* 1954), Fußballspieler und -trainer
- Emanuele Belardi (* 1977), Fußballspieler
- Pietro Maglione (1834–1903), römisch-katholischer Priester,  emeritierter Bischof und Titularerzbischof

mit Eboli verbundene Personen
- Ana de Mendoza y de la Cerda (1540–1592), Fürstin Eboli, war mit Ruy Gómez de Silva, Fürst von Eboli (1516–1573) verheiratet. Sie war Hofdame der Königin von Spanien und ist eine Figur in Friedrich Schillers Drama Don Karlos.

## Christus kam nur bis Eboli
Christus kam nur bis Eboli (Cristo si è fermato a Eboli) ist ein autobiografischer Roman des italienischen Autors Carlo Levi über seine Verbannung nach Lukanien. Der Titel ist das Zitat einer lokalen Redewendung. Der Roman befasst sich ausführlich mit den desolaten sozialen Verhältnissen und der Rückständigkeit der Bevölkerung in den abgelegenen Bergdörfern. 1979 verfilmte Francesco Rosi das Buch unter demselben Titel mit Gian Maria Volonté in der Rolle Carlo Levis.